# Jagdstaffel 46

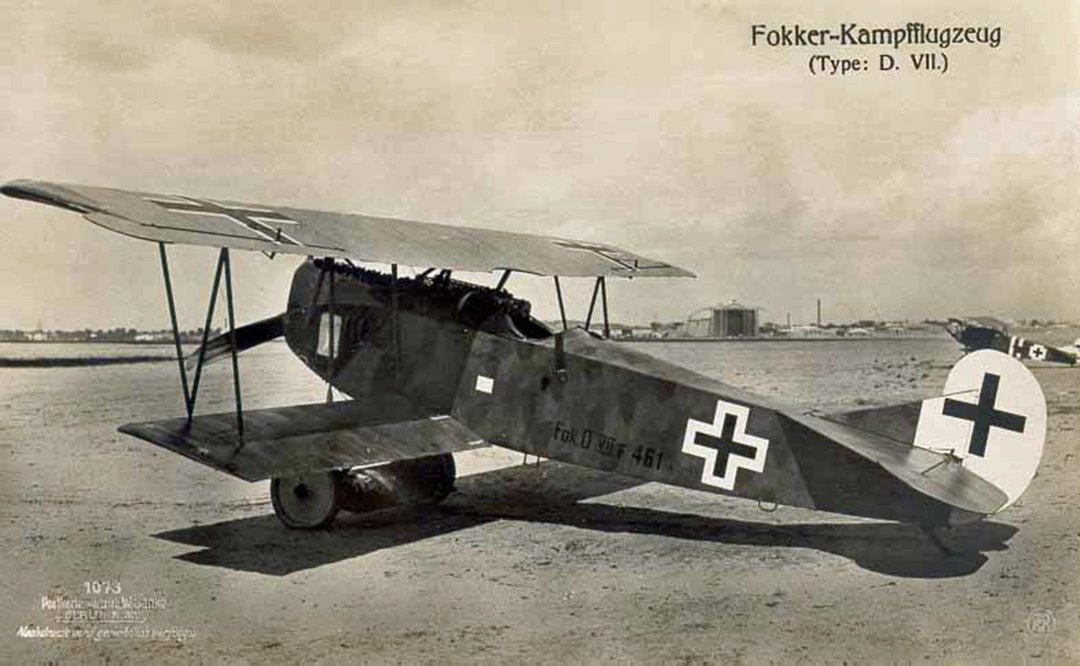
Fokker D.VII

Jagdstaffel 46 – Königlich Preußische Jagdstaffel Nr. 46 – Jasta 46 jednostka lotnictwa niemieckiego Luftstreitkräfte z okresu I wojny światowej.

## Informacje ogólne
Jednostka została utworzona 11 grudnia 1917 roku we Fliegerersatz Abteilung Nr. 8 w Grudziądzu. Pierwszym dowódcą eskadry został ppor. Rudolf Matthael z Jagdstaffel 5. Zdolność operacyjną jednostka uzyskała 25 grudnia 1917 roku. 29 grudnia jednostka została przeniesiona do obszaru 6 Armii i stacjonowała na polowym lotnisku w Ascq pod Lille. Pozostając ciągle pod dowództwem 6 Armii eskadra była włączona do Jagdgruppe Nord. W połowie marca 1918 eskadra została przeniesiona w obszar działania 2 Armii i dołączona do Jagdgruppe 2 pod dowództwem porucznika Richarda Flashera.
Po śmierci pierwszego dowódcy w wypadku 17 kwietnia dowództwo powierzono podporucznikowi Josefowi Loeserowi, który został przeniesiony z Jagdstaffel 39. Po niecałym miesiącu Loeser został zestrzelony i zginął, a dowództwo powierzono Otto Greutzmannowi przeniesionemu z Jagdstaffel 43, który swe obowiązki pełnił do końca działań wojennych.
Eskadra walczyła między innymi na samolotach Pfalz D.III, Albatros D.V i Fokker D.VII.
Jasta 46 w całym okresie wojny odniosła ponad 30 zwycięstw nad samolotami oraz 20 nad balonami nieprzyjaciela. W okresie od stycznia 1918 do listopada 1918 roku jej straty wynosiły 10 zabity w walce, 1 pilot w wypadku oraz 2 ranny.
Łącznie przez jej personel przeszło 5 asów myśliwskich:
Oskar Hennrich (20), Robert Heibert (12), Helmuth Steinbrecher (5), Otto Creutzmann (3), Rudolf Matthaei.

## Dowódcy Eskadry
| Stopień   | Nazwisko        | Okres                   |
| --------- | --------------- | ----------------------- |
| Porucznik | Rudolf Matthaei | 11.12.1917 – 17.04.1918 |
| Porucznik | Josef Loeser    | 23.04.1918 – 3.06.1918  |
| Porucznik | Otto Creutzmann | 5.06.1918 – 11.11.1918  |